# Симона Попеску
Симона Попеску (на румънски: Simona Popescu) е румънска университетска преподавателка, поетеса и писателка на произведения в жанра лирика и драма.

## Биография и творчество
Симона Попеску е родена на 10 март 1965 г. в Кодлея, окръг Брашов, Румъния. Завършва гимназия в Брашов. През 1965 г. завършва специалност литература и френски език във Филологическия факултет на Букурещкия университет. От 2014 г. е доцент и преподавател по съвременна румънска литература в Катедрата по румънска литература на Филологическия факултет на университета. Основният ѝ интерес е към румънските сюрреалисти, особено към поета Гелу Наум, за когото издава две книги.
Поетичният ѝ талант е забелязан от поета Александру Мусина, докато тя учи в гимназията в Брашов, а той е учител на румънска литература. По време на следването си участва в литературния кръг „Cenaclul de Luni“ водено от литературния критик и преподавател Николае Манолеску, и в който участват повечето членове на поколението от деветдесетте. Първата ѝ стихосбирка „Xilofonul şi alte poeme“ (Ксилофон и други стихотворения) е издаден през 1990 г.
В началото на литературната си дейност е член на групата от Брашов, създадена през 80-те години, заедно с колегите си Андрей Бодиу, Кай Добреску и Мариус Опреа, с които издават съвместния сборник „Пауза на дишането“. Групата поставя основите на литературното течение макризъм.
Романът ѝ „Обвивки живот“ е издаден през 1997 г. Книгата представлява форма на самоизследване, на собствените мечти и индивидуална психология, идентичността, за проблема на личността, която губи последователността си, ако се откаже от предишни стъпки. Книгата става бестселър и претърпява множество издания. През 2010 г. откъсът от нея, „Котешка люлка“, става част от гимназиалната програма по литература.
Омъжена е за известния литературен критик от осемдесетте години Йон Богдан Лефтер.
Симона Попеску живее със семейството си в Букурещ.

## Произведения
- Xilofonul şi alte poeme (1990) – поезия
- Pauza de respiraţie (1991) – с Андрей Бодиу, Кай Добреску и Мариус Опреа
- Juventus şi alte poeme (1994) – поезия
- Exuvii (1997, 2004) – роман
Обвивки живот, изд.: ИК „Гутенберг “, София (2020), прев. Лора Ненковска
- Volubilis (1998) – есета
- Xilofon (1998) – поезия
- Noapte sau zi, poezie (1998) – поезия
- Lucrări în verde sau Pledoaria mea pentru poezie (2006) – книга за поезията
- Salvarea speciei (2000) – биографично есе за поета сюрреалист Гелу Наум
- Leagănul pisicii (2010) – „Котешка люлка“, откъс от романа „Обвивки живот“, за гимназиалната програма по литература
- Şerban Foarţă 70 (2012)
- Autorul, un personaj (2015) – критично есе